# Virginia Slims Circuit 1972
Il Virginia Slims Circuit 1972 è iniziato il 12 gennaio con il BMC Invitation e si è concluso il 23 ottobre con la finale del Virginia Slims Championships.

## Gennaio
| Settimana  | Torneo                                                                          | Vincitrice                               | Finalista                     | Semifinaliste           | Semifinaliste    | Eliminate ai quarti                                    |
| ---------- | ------------------------------------------------------------------------------- | ---------------------------------------- | ----------------------------- | ----------------------- | ---------------- | ------------------------------------------------------ |
| 12 gennaio | BMC Invitation 1972 San Francisco, USA Cemento Singolare - Doppio               | Billie Jean King 7–6, 7–6                | Kerry Melville                | 3º turno                | 4º turno         | Nancy Gunter Helen Gourlay Françoise Dürr Rosie Casals |
| 12 gennaio | BMC Invitation 1972 San Francisco, USA Cemento Singolare - Doppio               | Billie Jean King 7–6, 7–6                | Kerry Melville                | Virginia Wade 7–5, 6–4  | Judy Dalton      | Nancy Gunter Helen Gourlay Françoise Dürr Rosie Casals |
| 12 gennaio | BMC Invitation 1972 San Francisco, USA Cemento Singolare - Doppio               | Rosie Casals Virginia Wade 6–3, 5–7, 6–2 | Judy Dalton Françoise Dürr    | Virginia Wade 7–5, 6–4  | Judy Dalton      | Nancy Gunter Helen Gourlay Françoise Dürr Rosie Casals |
| 19 gennaio | WTA Long Beach 1972 Long Beach, USA Cemento indoor e outdoor Singolare - Doppio | Rosie Casals 6–2, 6–7, 6–3               | Françoise Dürr                | 3º turno                | 4º turno         | Helen Gourlay N/A                                      |
| 19 gennaio | WTA Long Beach 1972 Long Beach, USA Cemento indoor e outdoor Singolare - Doppio | Rosie Casals 6–2, 6–7, 6–3               | Françoise Dürr                | Kerry Melville Walkover | Billie Jean King | Helen Gourlay N/A                                      |
| 19 gennaio | WTA Long Beach 1972 Long Beach, USA Cemento indoor e outdoor Singolare - Doppio | Rosie Casals Virginia Wade 6–3, 5–7, 6–2 | Helen Gourlay Karen Krantzcke | Kerry Melville Walkover | Billie Jean King | Helen Gourlay N/A                                      |
| 24 gennaio | US Indoors 1972 Boston, USA 18 000 $- Sintetico indoor Singolare - Doppio       | Virginia Wade 6–3, 7–5                   | Françoise Dürr                | 3º turno                | 4º turno         | Karen Krantzcke Judy Dalton Lesley Hunt Kerry Melville |
| 24 gennaio | US Indoors 1972 Boston, USA 18 000 $- Sintetico indoor Singolare - Doppio       | Virginia Wade 6–3, 7–5                   | Françoise Dürr                | Rosie Casals 6–2, 7–6   | Wendy Overton    | Karen Krantzcke Judy Dalton Lesley Hunt Kerry Melville |
| 24 gennaio | US Indoors 1972 Boston, USA 18 000 $- Sintetico indoor Singolare - Doppio       | Rosie Casals Virginia Wade 6–7, 6–0, 7–5 | Judy Dalton Françoise Dürr    | Rosie Casals 6–2, 7–6   | Wendy Overton    | Karen Krantzcke Judy Dalton Lesley Hunt Kerry Melville |

## Febbraio
| Settimana   | Torneo                                                                                      | Vincitrice                                | Finalista                  | Semifinaliste             | Semifinaliste     | Eliminate ai quarti                                             |
| ----------- | ------------------------------------------------------------------------------------------- | ----------------------------------------- | -------------------------- | ------------------------- | ----------------- | --------------------------------------------------------------- |
| 1º febbraio | Virginia Slims of Fort Lauderdale 1972 Fort Lauderdale, USA Terra verde Singolare - Doppio  | Chris Evert 6–1, 6–0                      | Billie Jean King           | Wendy Overton N/A         | Wendy Overton N/A | Nancy Gunter N/A                                                |
| 1º febbraio | Virginia Slims of Fort Lauderdale 1972 Fort Lauderdale, USA Terra verde Singolare - Doppio  | Judy Dalton Françoise Dürr 6–3, 6–2       | Nancy Gunter Virginia Wade | Wendy Overton N/A         | Wendy Overton N/A | Nancy Gunter N/A                                                |
| 15 febbraio | Virginia Slims of Oklahoma City 1972 Oklahoma City, USA Sintetico indoor Singolare - Doppio | Rosie Casals 7–6, 6–1                     | Valerie Ziegenfuss         | 3º turno                  | 4º turno          | Billie Jean King Wendy Overton Julie Heldman Françoise Dürr     |
| 15 febbraio | Virginia Slims of Oklahoma City 1972 Oklahoma City, USA Sintetico indoor Singolare - Doppio | Rosie Casals 7–6, 6–1                     | Valerie Ziegenfuss         | Betty Stöve 6–7, 6–2, 6–1 | Judy Dalton       | Billie Jean King Wendy Overton Julie Heldman Françoise Dürr     |
| 15 febbraio | Virginia Slims of Oklahoma City 1972 Oklahoma City, USA Sintetico indoor Singolare - Doppio | Rosie Casals Billie Jean King 7–5, 6–2    | Judy Dalton Françoise Dürr | Betty Stöve 6–7, 6–2, 6–1 | Judy Dalton       | Billie Jean King Wendy Overton Julie Heldman Françoise Dürr     |
| 24 febbraio | Virginia Slims of Washington 1972 Washington, USA Sintetico indoor Singolare - Doppio       | Nancy Gunter 7–6, 6–1                     | Chris Evert                | 3º turno                  | 4º turno          | Julie Heldman Françoise Dürr Barbara Downs Wendy Overton        |
| 24 febbraio | Virginia Slims of Washington 1972 Washington, USA Sintetico indoor Singolare - Doppio       | Nancy Gunter 7–6, 6–1                     | Chris Evert                | Kerry Melville 6–2, 6–4   | Rosie Casals      | Julie Heldman Françoise Dürr Barbara Downs Wendy Overton        |
| 24 febbraio | Virginia Slims of Washington 1972 Washington, USA Sintetico indoor Singolare - Doppio       | Wendy Overton Valerie Ziegenfuss 7–5, 6–2 | Judy Dalton Françoise Dürr | Kerry Melville 6–2, 6–4   | Rosie Casals      | Julie Heldman Françoise Dürr Barbara Downs Wendy Overton        |
| 28 febbraio | K-Mart International 1972 Birmingham, USA Sintetico indoor Singolare - Doppio               | Kerry Melville 6–3, 6–1                   | Rosie Casals               | 3º turno                  | 4º turno          | Julie Heldman Betty Stöve Valerie Ziegenfuss Corinne Molesworth |
| 28 febbraio | K-Mart International 1972 Birmingham, USA Sintetico indoor Singolare - Doppio               | Kerry Melville 6–3, 6–1                   | Rosie Casals               | Wendy Overton 6–3, 6–2    | Helen Gourlay     | Julie Heldman Betty Stöve Valerie Ziegenfuss Corinne Molesworth |
| 28 febbraio | K-Mart International 1972 Birmingham, USA Sintetico indoor Singolare - Doppio               | Wendy Overton Valerie Ziegenfuss 7–5, 6–2 | Judy Dalton Françoise Dürr | Wendy Overton 6–3, 6–2    | Helen Gourlay     | Julie Heldman Betty Stöve Valerie Ziegenfuss Corinne Molesworth |

## Marzo
| Settimana | Torneo                                                                              | Vincitrice                                  | Finalista                   | Semifinaliste                 | Semifinaliste                 | Eliminate ai quarti                                          |
| --------- | ----------------------------------------------------------------------------------- | ------------------------------------------- | --------------------------- | ----------------------------- | ----------------------------- | ------------------------------------------------------------ |
| 7 marzo   | Virginia Slims of Dallas 1972 Dallas, USA Sintetico indoor Singolare - Doppio       | Nancy Gunter 7–6, 6–1                       | Billie Jean King            | Evonne Goolagong Lesley Hunt  | Evonne Goolagong Lesley Hunt  | Wendy Overton Chris Evert Nell Truman Kerry Melville         |
| 7 marzo   | Virginia Slims of Dallas 1972 Dallas, USA Sintetico indoor Singolare - Doppio       | Rosie Casals Billie Jean King 6–3, 4–6, 7–5 | Judy Dalton Françoise Dürr  | Evonne Goolagong Lesley Hunt  | Evonne Goolagong Lesley Hunt  | Wendy Overton Chris Evert Nell Truman Kerry Melville         |
| 21 marzo  | Virginia Slims of Richmond 1972 Richmond, USA Terra verde indoor Singolare - Doppio | Billie Jean King 6–3, 6–4                   | Nancy Gunter                | 3º turno                      | 4º turno                      | Wendy Gilchrist Marie Neumannová Janet Newberry Lany Kaligis |
| 21 marzo  | Virginia Slims of Richmond 1972 Richmond, USA Terra verde indoor Singolare - Doppio | Billie Jean King 6–3, 6–4                   | Nancy Gunter                | Kerry Melville 6–1, 7–5       | Rosie Casals                  | Wendy Gilchrist Marie Neumannová Janet Newberry Lany Kaligis |
| 21 marzo  | Virginia Slims of Richmond 1972 Richmond, USA Terra verde indoor Singolare - Doppio | Rosie Casals Billie Jean King 7–5, 7–6      | Judy Dalton Karen Krantzcke | Kerry Melville 6–1, 7–5       | Rosie Casals                  | Wendy Gilchrist Marie Neumannová Janet Newberry Lany Kaligis |
| 27 marzo  | Puerto Rico Open 1972 San Juan, Porto Rico Cemento Singolare - Doppio               | Nancy Gunter 6–1, 6–3                       | Chris Evert                 | Rosie Casals Billie Jean King | Rosie Casals Billie Jean King | Corinne Molesworth Kerry Melville Wendy Overton Nell Truman  |
| 27 marzo  | Puerto Rico Open 1972 San Juan, Porto Rico Cemento Singolare - Doppio               | Rosie Casals Billie Jean King 6–2, 6–3      | Judy Dalton Karen Krantzcke | Rosie Casals Billie Jean King | Rosie Casals Billie Jean King | Corinne Molesworth Kerry Melville Wendy Overton Nell Truman  |

## Aprile
| Settimana | Torneo                                                                                         | Vincitrice                                 | Finalista                     | Semifinaliste                | Semifinaliste                | Eliminate ai quarti                                            |
| --------- | ---------------------------------------------------------------------------------------------- | ------------------------------------------ | ----------------------------- | ---------------------------- | ---------------------------- | -------------------------------------------------------------- |
| 3 aprile  | Virginia Slims of Jacksonville 1972 Jacksonville, USA Terra verde - 32S/16D Singolare - Doppio | Marie Neumannová 6–4, 6–3                  | Billie Jean King              | Lita Liem Kerry Harris       | Lita Liem Kerry Harris       | Karen Krantzcke Judy Dalton Corinne Molesworth Kerry Melville  |
| 3 aprile  | Virginia Slims of Jacksonville 1972 Jacksonville, USA Terra verde - 32S/16D Singolare - Doppio | Judy Dalton Karen Krantzcke 7–5, 6–4       | Vicky Berner Billie Jean King | Lita Liem Kerry Harris       | Lita Liem Kerry Harris       | Karen Krantzcke Judy Dalton Corinne Molesworth Kerry Melville  |
| 10 aprile | Eckerd Tennis Open 1972 Saint Petersburg, USA Terra verde Singolare - Doppio                   | Nancy Gunter 6–3, 6–4                      | Chris Evert                   | Billie Jean King Judy Dalton | Billie Jean King Judy Dalton | Françoise Dürr Karen Krantzcke Kerry Melville Jeanne Evert     |
| 10 aprile | Eckerd Tennis Open 1972 Saint Petersburg, USA Terra verde Singolare - Doppio                   | Karen Krantzcke Wendy Overton 7–5, 6–4     | Judy Dalton Françoise Dürr    | Billie Jean King Judy Dalton | Billie Jean King Judy Dalton | Françoise Dürr Karen Krantzcke Kerry Melville Jeanne Evert     |
| 17 aprile | Virginia Slims of Tucson 1972 Tucson, USA Cemento Singolare - Doppio                           | Billie Jean King 6–0, 6–3                  | Françoise Dürr                | 3º turno                     | 4º turno                     | Kerry Harris Valerie Ziegenfuss Janet Newberry Karen Krantzcke |
| 17 aprile | Virginia Slims of Tucson 1972 Tucson, USA Cemento Singolare - Doppio                           | Billie Jean King 6–0, 6–3                  | Françoise Dürr                | Rosie Casals 10–5            | Judy Dalton                  | Kerry Harris Valerie Ziegenfuss Janet Newberry Karen Krantzcke |
| 17 aprile | Virginia Slims of Tucson 1972 Tucson, USA Cemento Singolare - Doppio                           | Kerry Harris Karen Krantzcke 6–3, 6–7, 6–3 | Judy Dalton Françoise Dürr    | Rosie Casals 10–5            | Judy Dalton                  | Kerry Harris Valerie Ziegenfuss Janet Newberry Karen Krantzcke |

## Maggio
| Settimana | Torneo                                                                                    | Vincitrice                            | Finalista                  | Semifinaliste              | Eliminate ai quarti                                       |
| --------- | ----------------------------------------------------------------------------------------- | ------------------------------------- | -------------------------- | -------------------------- | --------------------------------------------------------- |
| 3 maggio  | Virginia Slims of Indianapolis 1972 Indianapolis, USA Sintetico indoor Singolare - Doppio | Billie Jean King 6–3, 6–3             | Nancy Gunter               | Wendy Overton Rosie Casals | Mary-Ann Eisel Françoise Dürr Judy Dalton Karen Krantzcke |
| 3 maggio  | Virginia Slims of Indianapolis 1972 Indianapolis, USA Sintetico indoor Singolare - Doppio | Rosie Casals Karen Krantzcke 6–3, 6–2 | Judy Dalton Françoise Dürr | Wendy Overton Rosie Casals | Mary-Ann Eisel Françoise Dürr Judy Dalton Karen Krantzcke |

## Giugno
Nessun evento

## Luglio
| Settimana | Torneo                                                                       | Vincitrice                            | Finalista                   | Semifinaliste                       | Eliminate ai quarti                                  |
| --------- | ---------------------------------------------------------------------------- | ------------------------------------- | --------------------------- | ----------------------------------- | ---------------------------------------------------- |
| 31 luglio | Virginia Slims of Columbus 1972 Columbus, USA Terra verde Singolare - Doppio | Rosie Casals 6–7, 7–6, 6–0            | Françoise Dürr              | Billie Jean King Valerie Ziegenfuss | Helen Gourlay Lesley Hunt Wendy Overton Nancy Gunter |
| 31 luglio | Virginia Slims of Columbus 1972 Columbus, USA Terra verde Singolare - Doppio | Françoise Dürr Helen Gourlay 6–4, 6–3 | Kerry Harris Kerry Melville | Billie Jean King Valerie Ziegenfuss | Helen Gourlay Lesley Hunt Wendy Overton Nancy Gunter |

## Agosto
| Settimana | Torneo                                                               | Vincitrice                          | Finalista                     | Semifinaliste               | Semifinaliste | Eliminate ai quarti                                      |
| --------- | -------------------------------------------------------------------- | ----------------------------------- | ----------------------------- | --------------------------- | ------------- | -------------------------------------------------------- |
| 14 agosto | Virginia Slims of Denver 1972 Denver, USA Cemento Singolare - Doppio | Nancy Gunter 1–6, 6–4, 6–4          | Billie Jean King              | 3º turno                    | 4º turno      | Julie Heldman Françoise Dürr Kristy Pigeon Jana Cooper   |
| 14 agosto | Virginia Slims of Denver 1972 Denver, USA Cemento Singolare - Doppio | Nancy Gunter 1–6, 6–4, 6–4          | Billie Jean King              | Valerie Ziegenfuss 6–3, 6–4 | Lesley Hunt   | Julie Heldman Françoise Dürr Kristy Pigeon Jana Cooper   |
| 14 agosto | Virginia Slims of Denver 1972 Denver, USA Cemento Singolare - Doppio | Françoise Dürr Lesley Hunt 6–0, 6–3 | Helen Gourlay Karen Krantzcke | Valerie Ziegenfuss 6–3, 6–4 | Lesley Hunt   | Julie Heldman Françoise Dürr Kristy Pigeon Jana Cooper   |
| 21 agosto | Virginia Slims of Newport 1972 Newport, USA Erba Singolare - Doppio  | Margaret Court 6–4, 6–1             | Billie Jean King              | 3º turno                    | 4º turno      | Pam Teeguarden Kerry Melville Rosie Casals Wendy Overton |
| 21 agosto | Virginia Slims of Newport 1972 Newport, USA Erba Singolare - Doppio  | Margaret Court 6–4, 6–1             | Billie Jean King              | Chris Evert 6–1, 6–0        | Julie Heldman | Pam Teeguarden Kerry Melville Rosie Casals Wendy Overton |
| 21 agosto | Virginia Slims of Newport 1972 Newport, USA Erba Singolare - Doppio  | Margaret Court Lesley Hunt 6–2, 6–2 | Rosie Casals Billie Jean King | Chris Evert 6–1, 6–0        | Julie Heldman | Pam Teeguarden Kerry Melville Rosie Casals Wendy Overton |

## Settembre
| Settimana    | Torneo                                                                       | Vincitrice                                                                      | Finalista                    | Semifinaliste              | Semifinaliste                                            | Eliminate ai quarti                                         |
| ------------ | ---------------------------------------------------------------------------- | ------------------------------------------------------------------------------- | ---------------------------- | -------------------------- | -------------------------------------------------------- | ----------------------------------------------------------- |
| 11 settembre | US Open 1972 Flushing Meadows, New York, USA Erba Singolare - Doppio - Misto | Billie Jean King 6-3, 7-5                                                       | Kerry Melville Reid          | Margaret Court Chris Evert | Virginia Wade Rosie Casals Ol'ga Morozova Pam Teeguarden |                                                             |
| 11 settembre | US Open 1972 Flushing Meadows, New York, USA Erba Singolare - Doppio - Misto | Françoise Dürr Betty Stöve 6-3, 1-6, 6-3                                        | Margaret Court Virginia Wade | Margaret Court Chris Evert | Virginia Wade Rosie Casals Ol'ga Morozova Pam Teeguarden |                                                             |
| 11 settembre | US Open 1972 Flushing Meadows, New York, USA Erba Singolare - Doppio - Misto | Margaret Court Marty Riessen 6-3, 7-5                                           | Rosemary Casals Ilie Năstase | Margaret Court Chris Evert | Virginia Wade Rosie Casals Ol'ga Morozova Pam Teeguarden |                                                             |
| 11 settembre | Charlotte Classic 1972 Charlotte, USA Terra verde Singolare - Doppio         | Billie Jean King 6–2, 6–2                                                       | Margaret Court               | Rosie Casals Nancy Gunter  | Rosie Casals Nancy Gunter                                | Mona Schallau Kerry Melville Françoise Dürr Wendy Overton   |
| 11 settembre | Charlotte Classic 1972 Charlotte, USA Terra verde Singolare - Doppio         | Françoise Dürr & Betty Stöve vs Margaret Court & Lesley Hunt (titolo condiviso) |                              | Rosie Casals Nancy Gunter  | Rosie Casals Nancy Gunter                                | Mona Schallau Kerry Melville Françoise Dürr Wendy Overton   |
| 18 settembre | Golden Gate Classic 1972 Albany, USA Cemento Singolare - Doppio              | Margaret Court 6–4, 6–1                                                         | Billie Jean King             | 3º turno                   | 4º turno                                                 | Julie Heldman Veronica Burton Lesley Hunt Mona Schallau     |
| 18 settembre | Golden Gate Classic 1972 Albany, USA Cemento Singolare - Doppio              | Margaret Court 6–4, 6–1                                                         | Billie Jean King             | Rosie Casals 6–2, 6–3      | Kerry Melville                                           | Julie Heldman Veronica Burton Lesley Hunt Mona Schallau     |
| 18 settembre | Golden Gate Classic 1972 Albany, USA Cemento Singolare - Doppio              | Ann Jones Billie Jean King 7–5, 2–6, 7–6                                        | Margaret Court Lesley Hunt   | Rosie Casals 6–2, 6–3      | Kerry Melville                                           | Julie Heldman Veronica Burton Lesley Hunt Mona Schallau     |
| 25 settembre | Thunderbird Classic 1972 Phoenix, USA Cemento Singolare - Doppio             | Billie Jean King 6–4, 6–1                                                       | Margaret Court               | 3º turno                   | 4º turno                                                 | Veronica Burton Karen Krantzcke Françoise Dürr Nancy Gunter |
| 25 settembre | Thunderbird Classic 1972 Phoenix, USA Cemento Singolare - Doppio             | Billie Jean King 6–4, 6–1                                                       | Margaret Court               | Rosie Casals 3–6, 6–3, 6–4 | Wendy Overton                                            | Veronica Burton Karen Krantzcke Françoise Dürr Nancy Gunter |
| 25 settembre | Thunderbird Classic 1972 Phoenix, USA Cemento Singolare - Doppio             | Rosie Casals Wendy Overton 6–4, 6–3                                             | Françoise Dürr Betty Stöve   | Rosie Casals 3–6, 6–3, 6–4 | Wendy Overton                                            | Veronica Burton Karen Krantzcke Françoise Dürr Nancy Gunter |

## Ottobre
| Settimana | Torneo                                                                  | Vincitrice           | Finalista      | Semifinaliste           | Semifinaliste    | Eliminate ai quarti                                    |
| --------- | ----------------------------------------------------------------------- | -------------------- | -------------- | ----------------------- | ---------------- | ------------------------------------------------------ |
| 7 ottobre | Virginia Slims Championships 1972 Boca Raton, USA Terra verde Singolare | Chris Evert 7–5, 6–4 | Kerry Melville | 3º turno                | 4º turno         | Wendy Overton Karen Krantzcke Jeanne Evert Betty Stöve |
| 7 ottobre | Virginia Slims Championships 1972 Boca Raton, USA Terra verde Singolare | Chris Evert 7–5, 6–4 | Kerry Melville | Françoise Dürr Walkover | Billie Jean King | Wendy Overton Karen Krantzcke Jeanne Evert Betty Stöve |

## Novembre
Nessun evento

## Dicembre
Nessun evento